# Nechepsos
Nechepsos (auch Nekauba) war nach Manetho dritter „König“ der „protosaitischen Dynastie“, die vor Beginn der 26. Dynastie angesetzt wird. Nechepsos regierte wahrscheinlich von 687 bis 671 v. Chr. mit einer Dauer von 16 Jahren. Die von Manetho genannten sechs Jahre sind nach Kenneth A. Kitchen um zehn Jahre zu berichtigen.
Nechepsos Thronname ist nur auf einem Menitbruchstück belegt. Es besteht die Möglichkeit, dass der auf Skarabäen genannte Geburtsname „Menibre“ beziehungsweise „Iriibre“ ihm zuzuordnen ist. Nechepsos gilt als lokaler Vasall der 25. Dynastie.